# Mankkisaari (ö i Äänekoski)
Mankkisaari är en ö i Finland. Den ligger i sjön Niinivesi och i kommunen Äänekoski i den ekonomiska regionen  Äänekoski  och landskapet Mellersta Finland, i den centrala delen av landet, 270 km norr om huvudstaden Helsingfors. Öns area är 6,3 hektar och dess största längd är 430 meter i sydöst-nordvästlig riktning.